# Mercedes Benz (canción)
"Mercedes Benz" es una canción a capella escrita por la cantante estadounidense Janis Joplin junto con Bob Neuwirth y el poeta Michael McClure.  La letra de la canción trata sobre el deseo de tener posesiones y es considerada por algunos historiadores musicales como una crítica al consumismo.

## Historia
La letra de la canción fue escrita en Vahsen's, un bar de Port Chester (Nueva York), el 8 de agosto de 1970, durante una improvisación poética entre Joplin y el compositor Bob Neuwirth. Joplin se inspiró en la primera línea de una canción escrita por el poeta beat de San Francisco Michael McClure, "Vamos, Dios, y cómprame un Mercedes Benz". Joplin la escuchó cantada por un amigo de McClure y ella también comenzó a cantarla mientras que Neuwirth copiaba la nueva letra en las servilletas de bar, que conservó durante años.
Joplin interpretó la nueva versión por primera vez esa noche en un concierto en Capitol Theatre en Port Chester. Bobby Womack afirma en su autobiografía que Joplin se inspiró para crear la letra después de dar un paseo con él en su nuevo Mercedes-Benz 600.
En la canción, Joplin le pide a Dios que le demuestre su amor comprándole un automóvil Mercedes-Benz, un televisor a color y una "noche en la ciudad". También hay una referencia a Dialing for Dollars, un programa de televisión local de formato de franquicia, que requería que una persona estuviera viendo el programa para ganar un premio cuando el programa llamaba al número de teléfono de la persona, de ahí la necesidad del cantante de un televisor. Fue la última canción que grabó Joplin antes de su muerte.
La canción fue grabada en una sola toma durante una sesión de grabación el 1 de octubre de 1970. Estas fueron las últimas pistas que Joplin grabó antes de fallecer tres días después, el 4 de octubre. La canción apareció en el álbum Pearl, lanzado en 1971. El título de la canción, tal como figura en ese álbum, no contiene guiones, aunque la marca real del automóvil tiene guiones.
En 2003, se remezcló la grabación de Joplin, agregando un ritmo y una melodía de fondo. La versión remezclada se incluyó en colecciones de grandes éxitos.

## Versiones
- 1971 - Elton John hizo una breve versión de la canción en su gira estadounidense.
- 1972 : la canción fue versionada por Goose Creek Symphony, convirtiéndose en su grabación más conocida, alcanzando el puesto 64 en el Hot 100 de Estados Unidos[8] y el puesto 49 en Canadá.[9]
- 1974 - Bob Neuwirth grabó una versión de estilo country en su álbum debut homónimo.
- 1974 - The Supremes hizo una versión de la canción con su propia letra, con los tres miembros (Cindy Birdsong, Mary Wilson y Scherrie Payne) cantando como solistas.
- 1976 : la canción fue versionada por el grupo de folk británico Swan Arcade.
- 1980 – El cantautor alemán Klaus Lage grabó una versión en alemán.
- 1992 - La estrella del pop franco-canadiense Mitsou grabó una versión dance-pop de la canción en su EP Heading West.
- 1992 : el grupo de pop vocal noruego Bjelleklang grabó una versión en noruego de su álbum Holiholihooo. . .
- 1994 - Bob Rivers lanzó una parodia titulada "Honda Accord" [10]
- 1994 : una banda holandesa de pop / dance T-Spoon hizo una versión.
- 1995 : se incluyó una versión en el álbum de Gina Jeffreys, The Flame.
- 1996 : se incluyó una versión en vivo en la compilación Concrete Blonde Recollection: The Best of Concrete Blonde
- 1996 - Se incluyó una versión en Live at The Roxy, un álbum en vivo de la cantante argentina Celeste Carballo .
- 1997 - El artista de blues estadounidense Taj Mahal hizo una versión de la canción para el álbum recopilatorio Blues Down Deep: Songs of Janis Joplin.
- 1997 : la cantante italiana de pop / dance Spagna hizo una versión y se incluyó como pista fantasma en su álbum Indivisibili .
- 1998 : el exguitarrista rítmico de Guns N 'Roses, Gilby Clarke, incluyó una versión de la canción en su álbum Rubber .
- 1998 - El contratenor brasileño, cantante de pop y jazz Edson Cordeiro hizo una versión de la canción en su álbum de 1998 Disco Clubbing ao Vivo.
- 1999 : el EP Humppaorgiat del grupo cómico finlandés Eläkeläiset presentó una versión titulada KELA, la letra solicitaba un ciclomotor, una metralleta, una muñeca inflable, un botiquín surtido y "muchas cosas realmente increíbles" del Seguro Social.
- 1999 : la estrella japonesa de videos para adultos Miki Sawaguchi incluyó una versión de la canción en su álbum Big Boobs/Watashi no Mune de Onemurinasai . Su versión también es a capela y cantada en inglés con un fuerte acento.
- 2000 - una nueva versión de Hubert von Goisern en su álbum Fön (2000).
- 2001 : la línea clave se interpoló en la ópera Jeppe: The Cruel Comedy.
- 2006 - Pink hizo una versión de la canción en su gira I'm Not Dead Tour.
- 2009 : Kendel Carson hizo una versión que incluyó en su álbum Alright Dynamite.
- 2009 - La trompetista y vocalista de jazz canadiense Bria Skonberg grabó la canción en su álbum debut, Fresh.
- 2010 : se lanzó una versión grabada por Dave Clark & Friends a principios de la década de 1970.
- 2010 : Jon Boden hizo una versión de la canción como parte de su proyecto A Folk Song a Day.
- 2010 - una versión de Jackyl en el álbum When Moonshine and Dynamite Collide.
- 2011 - una versión de Chimène Badi en el álbum Gospel & Soul
- 2011 : el artista de hip-hop G-Eazy muestra la canción en "Mercedes Benz (The American Dream)".
- 2012 : la canción fue versionada y traducida al ucraniano por el cantautor Yuriy Veres para el álbum 60/70.
- 2012 : la cantante Masha hizo una versión de la canción en su popular canal de YouTube el 22 de septiembre de 2012.
- 2014 - MonaLisa Twins hizo una versión de la canción en su álbum MonaLisa Play Beatles & More.
- 2016 : una hazaña de reproducción. Janis Joplin del dúo de productores Hecchi & Kethmer como sencillo.
- 2017 – La banda española de Folk Metal Mägo de Oz interpretó una versión en vivo de la canción en el concierto con la Orquesta Sinfónica de México Diabulus In Ópera . Anteriormente hicieron una versión como cara B del tema "Deja de llorar (y vuélvete a levantar)".
- 2017 : Vanessa Carlton interpretó la canción varias veces mientras recorría varias ciudades de América del Norte, a menudo como la canción final del bis.[11]
- 2018 : la banda alemana AnnenMayKantereit publicó una versión a capela de la canción en su canal de YouTube con el cantante principal de la banda, Henning May.
- 2023 - The Brothers Comatose hizo una versión de la canción en su álbum Ear Snacks.

## En la cultura popular
- El pianista Glenn Gould usó la canción de manera destacada en el tercer y último documental de radio que realizó para Canadian Broadcasting Corporation en 1977. El documental, titulado The Quiet in the Land, es parte de lo que a menudo se denomina Trilogía de la soledad de Gould.
- La canción se utilizó en la miniserie de 1989 Bangkok Hilton y en la apertura de la película alemana de 2008 Der Baader Meinhof Komplex.
- Se ha utilizado varias veces en anuncios de automóviles. Mercedes-Benz lo usó en comerciales de televisión para sus automóviles ya en 1995. En otro comercial, para el BMW Z3, el conductor escuchaba una cinta de casete de la canción, fruncía el ceño después de que se mencionara a Mercedes-Benz y tiraba la cinta del auto después de que se mencionaba el Porsche .
- En 2011, por iniciativa de la revista británica de música y estilo de vida BLAG, la cantante y compositora Estelle, el rapero y productor David Banner y el músico Daley compusieron la nueva canción "Benz", inspirada en el "Mercedes Benz" de Joplin.[12][13][14]
- En un episodio de 2012 de la serie de televisión británica Citizen Khan, el personaje principal canta su propia versión mientras conduce su Mercedes amarillo. "Oh, señor, me compró un Mercedes-Benz. Todos mis amigos conducen Datsuns. Son infieles".
- En el crossover Arrowverse 2019-2020, Crisis on Infinite Earths, Sara Lance menciona la canción como la última canción grabada por Joplin. En la línea de tiempo ficticia del programa, la historia se modificó para hacer la última canción de Joplin, "Little Robot Man".